# Oligostachyum glabrescens
Oligostachyum glabrescens là một loài thực vật có hoa trong họ Hòa thảo. Loài này được (T.H.Wen) Q.F.Zheng & Y.M.Lin mô tả khoa học đầu tiên năm 1995.